# Kharmina (cortometraje)
Kharmina es un cortometraje mexicano estrenado en julio de 2012, escrita y dirigida por Eliseo Gilberto Aviña Gómez ganador en la categoría 'Mejor Cortometraje' y 'Mejor Director' en el Unisite Film Fest Uniste Film Fest de Guadalajara.
La Academia Mexicana de Artes y Ciencias Cinematográficas informó que Khamina sería una buena apuesta de México para conseguir una nominación al Oscar en la categoría de mejor cortometraje extranjero.

## Sinopsis
Un mítico medallón llega a manos de ELISA Karla Real, el cual tiene poderes sobrenaaturales, la vida de ELISA y sus seres queridos no volverá a ser igual desde el momento en que el medallón le concede su primer deseo.

## Reparto
- Karla Real como Elisa.
- Alexia Álvarez como Ente.
- Neftalí Ponce como Gloria.
- Kenia Buenrostro como Noemi.
- Eliseo Gilberto Aviña Gómez como Hombre de Negro.
- Mario Agraz como Doctor.

## Premios

### Unisite Film Fest
| Categoría                  | Persona                     | Resultado |
| -------------------------- | --------------------------- | --------- |
| Mejor película             | Mejor película              | Nominada  |
| Mejor dirección            | Eliseo Gilberto Aviña Gómez | Ganador   |
| Mejor fotografía           | German de Nova - Everardo   | Ganadores |
| Mejores efectos especiales | Cinemedia Studios           | Nominado  |
| Mejor actriz               | Karla Real                  | Ganadora  |

### Premios Morbido Film Fest
| Categoría        | Persona                     | Resultado |
| ---------------- | --------------------------- | --------- |
| Mejor película   | Mejor película              | Ganadora  |
| Mejor dirección  | Eliseo Gilberto Aviña Gómez | Ganador   |
| Mejor Fotografía | German de Nova              | Ganadora  |

## Enlacesexternos
- Kharmina en Internet Movie Database

- Datos: Q26721647